# Željka Cvijanović
Željka Cvijanović (Teslić, 4. ožujka 1967.),  srpska bosanskohercegovačka političarka, predsjednica entiteta Republika Srpska od 19. studenoga 2018. do 15. studenoga 2022., te trenutačna srpska članica Predsjedništva Bosne i Hercegovine.

## Životopis
Rodila se je u Tesliću od oca Srbina i majke Hrvatice, djevojački Marić. Na općinskim izborima 2018. godine, izabrana je za predsjednicu Republike Srpske. Stupila je na dužnost nakon svečane inauguracije 19. studenog 2018. godine u Banja Luci. Bivša je predsjednica Vlade Republike Srpske. Prva je žena na toj dužnosti koju je preuzela nakon ostavke Aleksandra Džombića. Od 29. prosinca 2010. izabrana na dužnost predsjednice Vlade gdje je bila ministrica ekonomskih odnosa i regionalne suradnje.
Magistrirala je iz oblasti diplomatsko-konzularnog prava, profesorica je engleskog jezika. Članica Saveza nezavisnih socijaldemokrata. 27. svibnja 2013. iznijela je mišljenje kako je Bosna i Hercegovina nemoguća misija i zemlja. Isto tako je izjavila da je suradnja Srbije i Republike Srpske na svim poljima dobra, te kako vjeruje da je svaka odluka (kao i Bruxelleski sporazum Beograda i Prištine) koju donesu srpski političari na dobrobit Srba.